# متاکاراکتر
متاکاراکتر (به انگلیسی: Metacharacter)، نویسه‌ای است که در یه نرم‌افزار، مانند مفسر شل (shell) یا موتور عبارت باقاعده (regex)، دارای معنایی خاص است.